# Mariola Fuentes
María de los Dolores "Mariola" Fuentes Cuevas (Marbella, 12 de agosto de 1970) es una actriz española.

## Biografía
Es la cuarta de 7 hermanos.

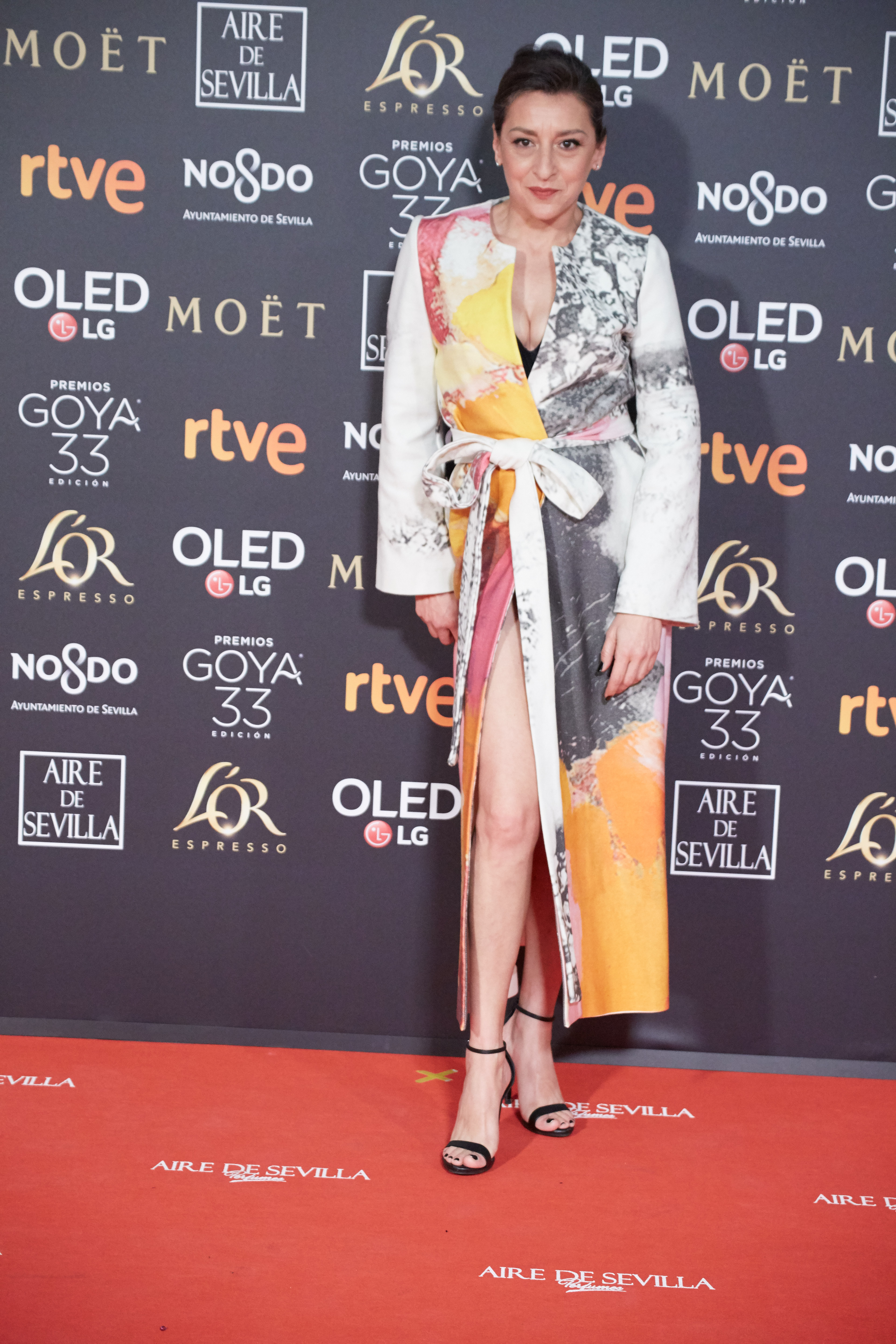
Mariola Fuentes en los Premios Goya 2019

Suele interpretar papeles tragicómicos. Empezó a ser conocida a raíz de su papel de 1997 en Perdona bonita, pero Lucas me quería a mí. En 1998, su papel en la serie de TVE 1 A las once en casa tuvo una gran acogida por el público. En 2001 actuó junto a Sergi López en la película El cielo abierto, en la que, por primera vez, interpretó un papel protagonista. Participó, entre 2004 y 2006, en un papel secundario en la serie de Tv Mis adorables vecinos. Desde 2013 y hasta 2014 interpretó a Candela, en la serie Vive cantando de la cadena Antena 3.

## Filmografía

### Televisión
| Año           | Título                  | Personaje             | Canal                | Notas        |
| ------------- | ----------------------- | --------------------- | -------------------- | ------------ |
| 1994          | Villarriba y Villabajo  |                       | La 1 (TVE)           | 25 episodios |
| 1997          | Médico de familia       | Raquel                | Telecinco            | 11 episodios |
| 1997-1998     | A las once en casa      | Charito               | La 1 (TVE)           | 38 episodios |
| 2000          | El grupo                | Marga Montesinos      | Telecinco            | 11 episodios |
| 2001          | 7 vidas                 | Carmen                | Telecinco            | 1 episodio   |
| 2004          | Paco y Veva             | Electra               | La 1 (TVE)           | 5 episodios  |
| 2005          | Mis adorables vecinos   | Cuqui López           | Antena 3             | 31 episodios |
| 2008          | Hospital Central        | Natalia               | Telecinco            | 3 episodios  |
| 2013-2014     | Vive cantando           | Candela               | Antena 3             | 25 episodios |
| 2018          | El Continental          | Clara                 | La 1 (TVE)           | 10 episodios |
| 2018          | Arde Madrid             | Lola Flores           | #0 (Movistar+)       | 1 episodio   |
| 2019          | Instinto                | Sonia                 | #0 (Movistar+)       | 6 episodios  |
| 2019          | Lejos de ti             | Ignacia Valverde      | Telecinco / Canale 5 | 7 episodios  |
| 2020          | Gente hablando          | Luisa                 | Serie web            | 1 episodio   |
| 2020          | Alguien tiene que morir | Rosario               | Netflix              | 3 episodios  |
| 2020-presente | Señoras del (h)AMPA     | Yoli                  | Telecinco            | ¿? episodios |
| 2022          | El inmortal             | Madre de Jose Antonio | Movistar+            | ¿? episodios |

### Programas
- El gran reto musical (2017)
- Me resbala (2017)
- Tu cara me suena (2020)

## Cine
- Días contados (1994)
- Carne trémula (1997)
- ¿De qué se ríen las mujeres? (1997)
- Perdona bonita, pero Lucas me quería a mí (1997)
- Chevrolet (1997)
- La primera noche de mi vida (1998)
- El grito en el cielo (1998)
- Torrente, el brazo tonto de la ley (1998)
- Insomnio (1998)
- Manolito Gafotas (1999)
- O me quieres o me mato (1999)
- Sexo por compasión (2000)
- Las buenas intenciones (2000)
- El cielo abierto (2001)
- Poniente (2002)
- Hable con ella (2002)
- Trileros (2003)
- ¡Descongélate! (2003)
- Dos tipos duros (2003)
- Hotel Danubio (2003)
- La vida perra de Juanita Narboni (2005)
- Manuela (2006)
- Volando voy (2006)
- Chuecatown (2007)
- Nacidas para sufrir (2009)
- Él nunca lo haría (2009)
- Los abrazos rotos (2009)
- Los muertos no se tocan, nene (2011)
- Kiki, el amor se hace (2016)
- ¡Ay, mi madre! (2019)

## Teatro
- ¡Manos quietas! (2010)
- El manual de la buena esposa (2012)
- The Hole Zero (2016)
- El florido Pensil (2017)
- Medusa (2024)

## Premios y reconocimientos
- Premio Málaga Cinema 2019 a su trayectoria profesional.[1]